# Tell Me Lies
Tell Me Lies ist eine US-amerikanische Dramaserie, die auf dem gleichnamigen Roman von Carola Lovering aus dem Jahr 2018 basiert. Die Premiere der Serie fand am 7. September 2022 auf dem US-Streamingdienst Hulu statt. Im deutschsprachigen Raum erfolgte die Erstveröffentlichung der Serie am 28. Dezember 2022 durch Disney+ via Star als Original.

## Handlung
„Tell Me Lies“ zeichnet das Bild einer ebenso turbulenten wie toxischen Beziehung, die sich über einen Zeitraum von 8 Jahren entfaltet. Als Lucy Albright und Stephen DeMarco sich zum allerersten Mal begegnen, besuchen beide das College und haben ihr Leben noch vor sich, während scheinbar banale Entscheidungen zu unwiderruflichen Konsequenzen führen. Zunächst beginnt ihre Beziehung wie eine typische Campus-Romanze, doch schon bald geraten sie in eine obsessive Co-Abhängigkeit, die nicht nur ihr Leben, sondern auch das der Menschen um sie herum nachhaltig beeinflussen wird.

## Besetzung und Synchronisation
Die deutschsprachige Synchronisation entstand nach den Dialogbüchern von Daniel Anderson, Martin Pfingstl, Gerald Schuster und Alexander Ziegenbein sowie unter der Dialogregie von Daniel Anderson, Ulrike Heiland und Christoph Drobig durch die Synchronfirma digital images in Halle (Saale).

### Hauptdarsteller

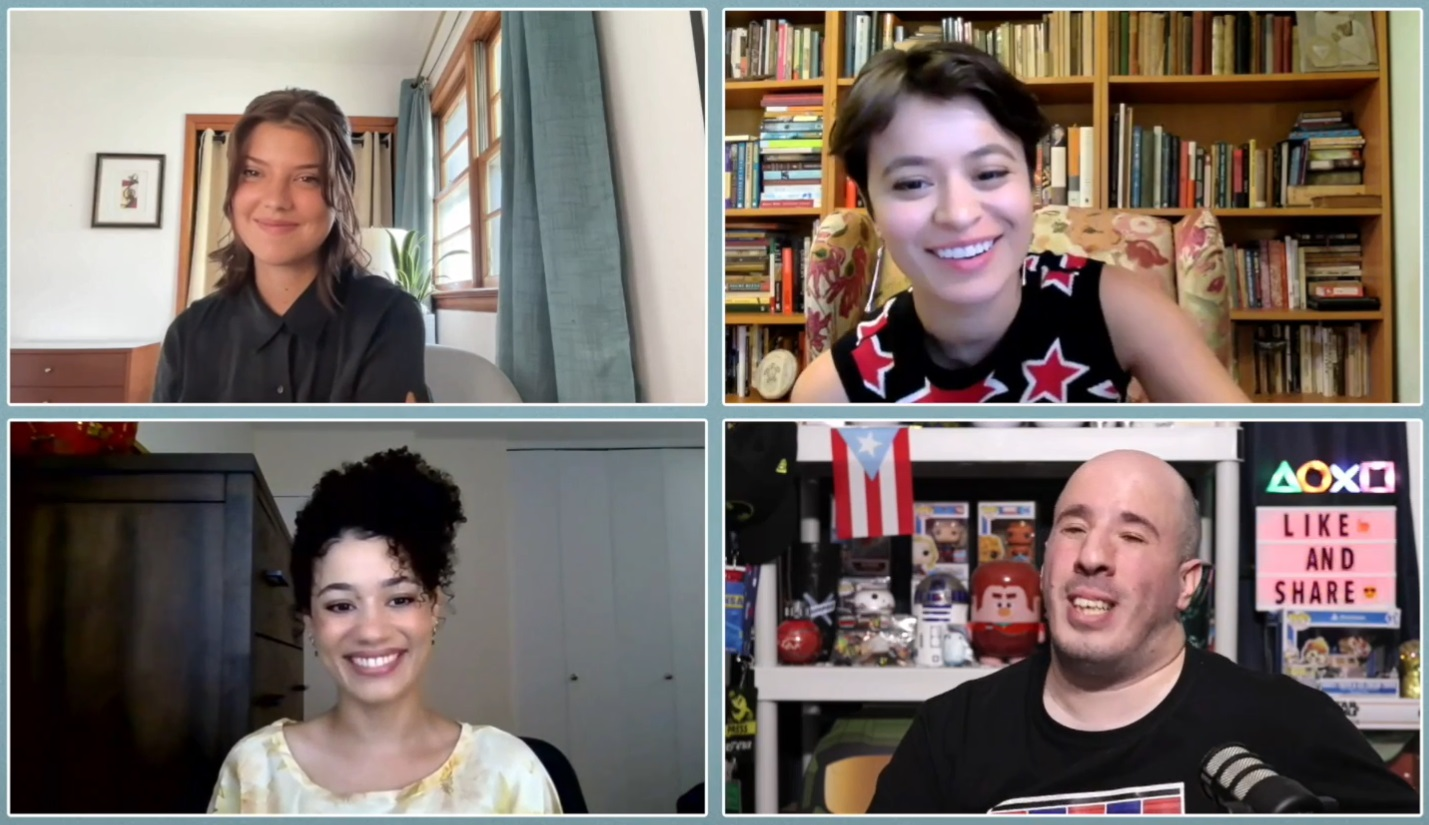
Alicia Crowder (unten links), Catherine Missal (oben links), Sonia Mena (oben rechts), interviewt von Rafy Mediavilla von Criticologos

| Rolle           | Schauspieler       | Synchronsprecher   |
| --------------- | ------------------ | ------------------ |
| Lucy Albright   | Grace Van Patten   | Lena Rettinghaus   |
| Stephen DeMarco | Jackson White      | Sebastian Kluckert |
| Bree            | Catherine Missal   | Sarah Dostal       |
| Wrigley         | Spencer House      | Stefan Ruppe       |
| Pippa           | Sonia Mena         | Lena Zipp          |
| Evan            | Branden Cook       | Philipp Oehme      |
| Drew            | Benjamin Wadsworth | Orlando Gzuk       |
| Diana Linder    | Alicia Crowder     | Ronja Rath         |
| Oliver          | Tom Ellis          | Manou Lubowski     |

### Nebendarsteller
| Rolle            | Schauspieler      | Synchronsprecher         |
| ---------------- | ----------------- | ------------------------ |
| Marianne         | Gabriella Pession | Mo Krüger                |
| Tim              | Tyriq Withers     | Matthis Heinrich         |
| Max              | Edmund Donovan    | Alexander Pensel         |
| Nellie           | Jade Fernandez    | Sarah Schmidt            |
| Lydia Montgomery | Natalee Linez     | Mia Antonia Dressler     |
| CJ Albright      | Jessica Capshaw   | Anja Jünger              |
| Charlie          | Zoe Renee         | Elena Maria Pia Lorenzon |
| Allie            | Andrea Prevatt    | Inka Wiederspohn         |
| Nora DeMarco     | Katey Sagal       | Juliane Kindler          |
| Leo              | Thomas Doherty    | Carlos Fanselow          |
| Chris            | Jacob Rodriguez   | Adrian Djokić            |
| Caitie           | Taia Sophia       | Katharina Lorenz         |
| Olson            | Joshua Israel     | Vincent Nickolaus        |
| Molly            | Katherine Hughes  | Nora Charlotte Schulte   |
| Sadie DeMarco    | Alayna Hester     | Fanny Schmidt            |

### Gastdarsteller
| Rolle             | Schauspieler          | Synchronsprecher    |
| ----------------- | --------------------- | ------------------- |
| Professor Schultz | Mark Cabus            | Alexander Gamnitzer |
| Macy              | Lily McInerny         | Fanny Schmidt       |
| Georgia           | Kennedy McMann        | Fiene Marie Grubitz |
| Beth Campbell     | Jennifer Leigh Mann   | Nancy Mattstedt     |
| Cyclops           | Alec Zais             | Jonas Schütte       |
| Mr. Linder        | Christopher B. Duncan | Mario Hassert       |
| Professor Banks   | Kurt Yue              | Christoph Drobig    |
| Quinn             | Geanna Funes          | Frederike Mehler    |
| Registrar         | Brett Newton          | Jonas Schütte       |
| Studentin         | Dajalynn Sanchez      | Fanny Schmidt       |
| Beraterin         | Alicia Cuthbertson    | Anja Jünger         |
| Becca             | Dot Cloud             | Alina Konieczny     |
| Raul              | Reinaldo Faberlle     | Alexander Gamnitzer |
| Professor Lloyd   | Matthew Cornwell      | Falk Schuster       |
| Proktor           | Jordan Aaron Ford     | Michael Weiske      |
| Arzt              | Adebiyi Ojutiku       | Nils Andre Brünnig  |
| Barfrau           | Koral Michaels        | Tila Brea           |
| Coach Hanes       | David Alexander       | Thomas Dehler       |
| Kellnerin         | Erika Miranda         | Alina Konieczny     |
| Beraterin         | Kim Jackson Davis     | Tila Brea           |

## Episodenliste

### Staffel 1
| Nr. (ges.) | Nr. (St.) | Deutscher Titel           | Originaltitel                    | Erstveröffentlichung (USA) | Deutschsprachige Erstveröffentlichung (D/A/CH) | Regie           | Drehbuch            |
| ---------- | --------- | ------------------------- | -------------------------------- | -------------------------- | ---------------------------------------------- | --------------- | ------------------- |
| 1          | 1         | Der Funke                 | Lightning Strikes                | 7. Sep. 2022               | 28. Dez. 2022                                  | Jonathan Levine | Meaghan Oppenheimer |
| 2          | 2         | Heißblütig                | Hot-Blooded                      | 7. Sep. 2022               | 28. Dez. 2022                                  | Erin Feeley     | Samir Mehta         |
| 3          | 3         | Keine halben Sachen       | We Don't Touch, We Collide       | 7. Sep. 2022               | 28. Dez. 2022                                  | Erin Feeley     | Mona Mira           |
| 4          | 4         | Lass die Hüllen fallen    | Take Off Your Pants and Jacket   | 14. Sep. 2022              | 28. Dez. 2022                                  | Sam Boyd        | Sinead Daly         |
| 5          | 5         | „Fröhliche“ Weihnachten   | Merry F*cking Christmas          | 21. Sep. 2022              | 28. Dez. 2022                                  | Sam Boyd        | Chisa Hutchinson    |
| 6          | 6         | War nicht so gemeint      | And I'm Sorry If I Dissed You    | 28. Sep. 2022              | 28. Dez. 2022                                  | Isabel Sandoval | Meaghan Oppenheimer |
| 7          | 7         | Freunde, LOL              | Castle on a Cloud                | 5. Okt. 2022               | 28. Dez. 2022                                  | Isabel Sandoval | Bill Kennedy        |
| 8          | 8         | Komm klar oder komm nicht | Don't Go Wasting Your Emotion    | 12. Okt. 2022              | 28. Dez. 2022                                  | Ed Lilly        | Samir Mehta         |
| 9          | 9         | Die Fassade bröckelt      | Sugar, We're Going Down Swinging | 19. Okt. 2022              | 28. Dez. 2022                                  | Ed Lilly        | Sinead Daly         |
| 10         | 10        | Wiedersehen 2.0           | The Bedrooms of Our Friends      | 26. Okt. 2022              | 28. Dez. 2022                                  | Robin Wright    | Meaghan Oppenheimer |

### Staffel 2
| Nr. (ges.) | Nr. (St.) | Deutscher Titel                                 | Originaltitel                                          | Erstveröffentlichung (USA) | Deutschsprachige Erstveröffentlichung (D/A/CH) | Regie        | Drehbuch            |
| ---------- | --------- | ----------------------------------------------- | ------------------------------------------------------ | -------------------------- | ---------------------------------------------- | ------------ | ------------------- |
| 11         | 1         | Aktion und Reaktion                             | You Got a Reaction, Didn't You?                        | 4. Sep. 2024               | 20. Nov. 2024                                  | Dan Attias   | Meaghan Oppenheimer |
| 12         | 2         | Kehrtwende                                      | I Shall Now Perform a 180 Flip-Flop                    | 4. Sep. 2024               | 20. Nov. 2024                                  | Tyne Rafaeli | Matthew-Lee Erlbach |
| 13         | 3         | Ich durchschaue mich selbst                     | I Can See Right Through Myself                         | 11. Sep. 2024              | 20. Nov. 2024                                  | Tyne Rafaeli | Mona Mira           |
| 14         | 4         | Gefestigte Kinder                               | Just Stable Children                                   | 18. Sep. 2024              | 20. Nov. 2024                                  | Eva Vives    | Bill Kennedy        |
| 15         | 5         | Schlecht, störrisch, skandalös                  | Evil, Ornery, Scandalous, and Evil                     | 25. Sep. 2024              | 20. Nov. 2024                                  | Eva Vives    | Nicki Renna         |
| 16         | 6         | Fluchst du jetzt?                               | Do Your Dirty Words Come Out to Play?                  | 2. Okt. 2024               | 20. Nov. 2024                                  | Ed Lilly     | Allison P. Davis    |
| 17         | 7         | Ich ertrinke nicht schnell genug                | I'm Not Drowning Fast Enough                           | 9. Okt. 2024               | 20. Nov. 2024                                  | Ed Lilly     | Victoria Bata       |
| 18         | 8         | Wenn du dich sträubst, liebe ich dich noch mehr | Don't Struggle Like That, Or I Will Only Love You More | 16. Okt. 2024              | 20. Nov. 2024                                  | Dan Attias   | Meaghan Oppenheimer |